# Transsubstanțiere
Transsubstanțierea, conform doctrinei Bisericii Catolice, este schimbarea întregii substanțe a pâinii în substanța Trupului lui Cristos și a întregii substanțe a vinului în substanța Sângelui. Această schimbare se realizează în rugăciunea euharistică, prin eficacitatea cuvântului lui Cristos și a acțiunii Duhului Sfânt. Totuși, caracteristicile sensibile ale pâinii și vinului, adică „speciile euharistice”, rămân nealterate.